# Forum Holitorium

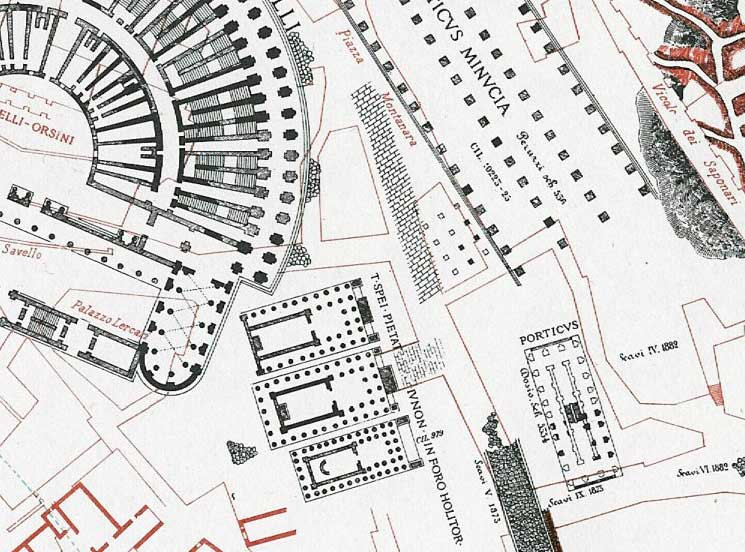
Plan des Forum Holitorium von Rodolfo Lanciani, basierend auf der Forma Urbis Romae

Das Forum Holitorium („Markt der Gemüseverkäufer“) war ein Platz im antiken Rom, der schon zur Zeit der Republik bestand. Er liegt im heutigen Stadtteil Sant’Angelo (Rione IX). Die im Frühmittelalter erbaute römisch-katholische Kirche San Nicola in Carcere befindet sich auf dem Gelände des antiken Forums und bezieht Teile der Bausubstanz von drei Tempeln mit ein. Die Freilegung der antiken Säulen in der Kirchenfassade datiert aus den 1930er Jahren.

## Lage
Varro schrieb im 1. Jahrhundert v. Chr., das Forum Holitorium sei „das alte macellum“. Der Platz lag außerhalb der Servianischen Mauer. Für einen Markt sehr günstig, kreuzten sich hier mehrere Straßen: der vom Forum Romanum kommende Vicus Iugarius, eine Straße parallel zum Tiber, eine Straße vom Marsfeld, ein getreppter Weg vom Kapitol und der Weg von Trastevere über die Tiberbrücke. Man kann sich das Forum Holitorium an den Markttagen (nundinae) also recht belebt vorstellen. Der Obst- und Gemüsemarkt wurde begrenzt durch den Hang des Kapitol, das Marcellustheater und den Tiberhafen (Portus Tiberinus). Sein Zentrum bildeten drei nebeneinander erbaute Podiumstempel aus republikanischer Zeit, die nach den antiken Quellen den Gottheiten Ianus, Spes und Iuno Sospita geweiht waren. Ein vierter Tempel aus jener Zeit, der zwischen 191 und 181 erbaute Tempel der Pietas, musste dem Bau des Marcellustheaters weichen. Filippo Coarelli schlägt vor, dass der mittlere der drei Tempel, der heute durch die Kirche San Nicola in Carcere überbaut ist, jener der Iuno Sospita war. Im Norden, also zum Marcellustheater hin gelegen, schloss sich der Ianustempel an, während der Tempel der Spes der südlichste der Dreiergruppe war.  Der Blick auf den Lageplan zeigt die relativ beengte Situation; die Tempel waren direkt nebeneinander gebaut und wohl nur von der Vorderseite zugänglich.

## Gruppe von drei Tempeln

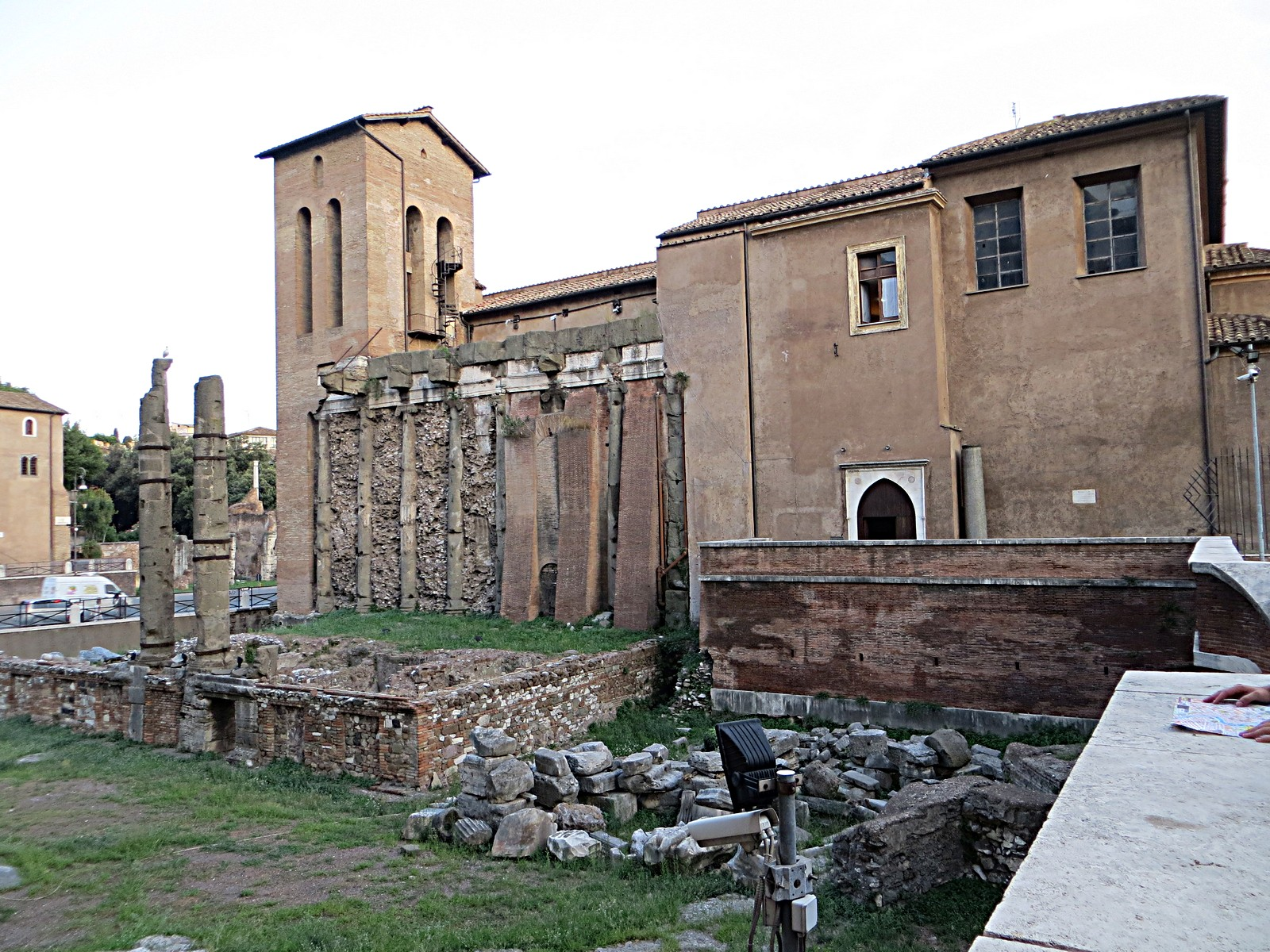
Nördlicher Tempel

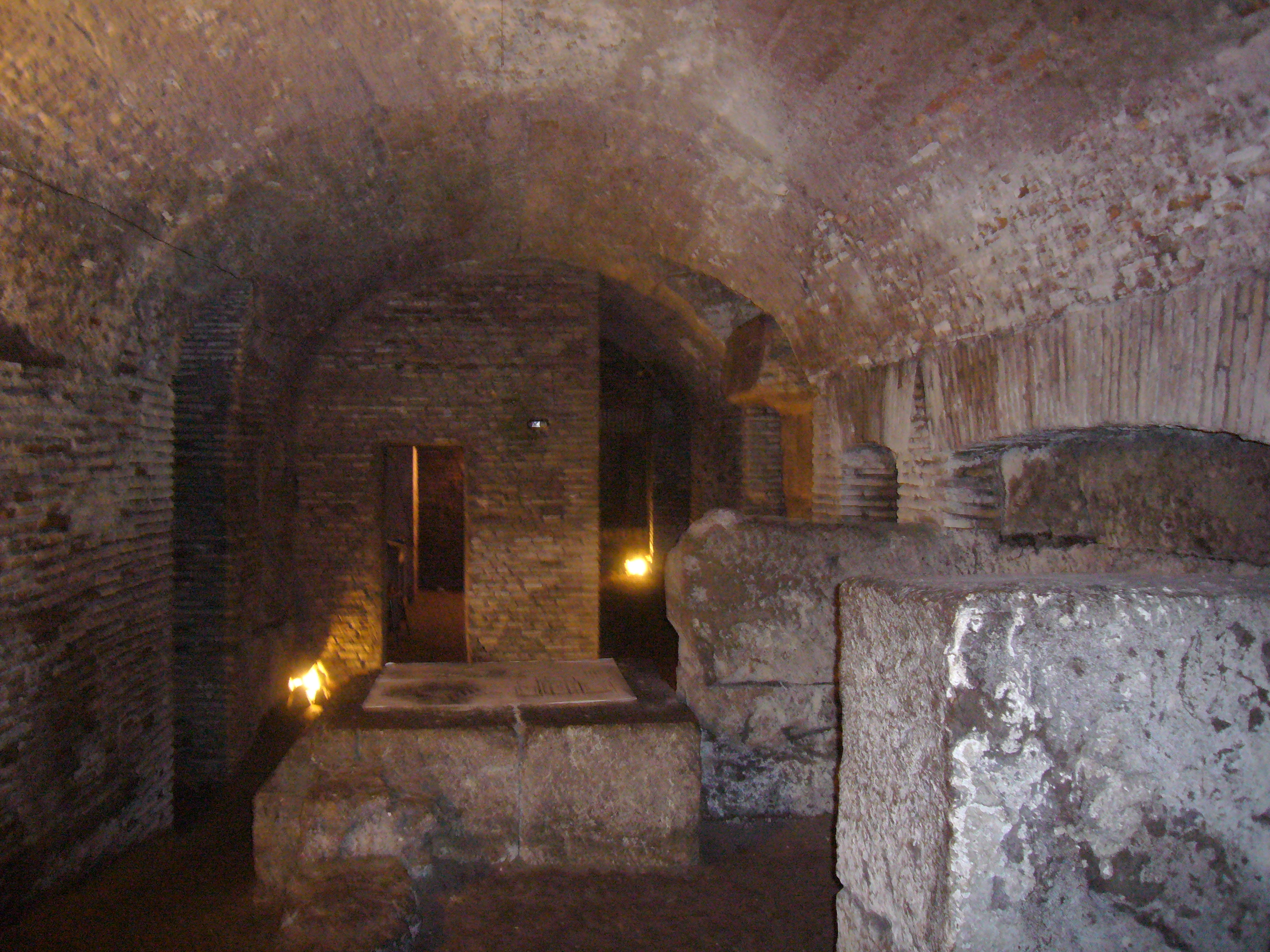
Substrukturen unter San Nicola in Carcere

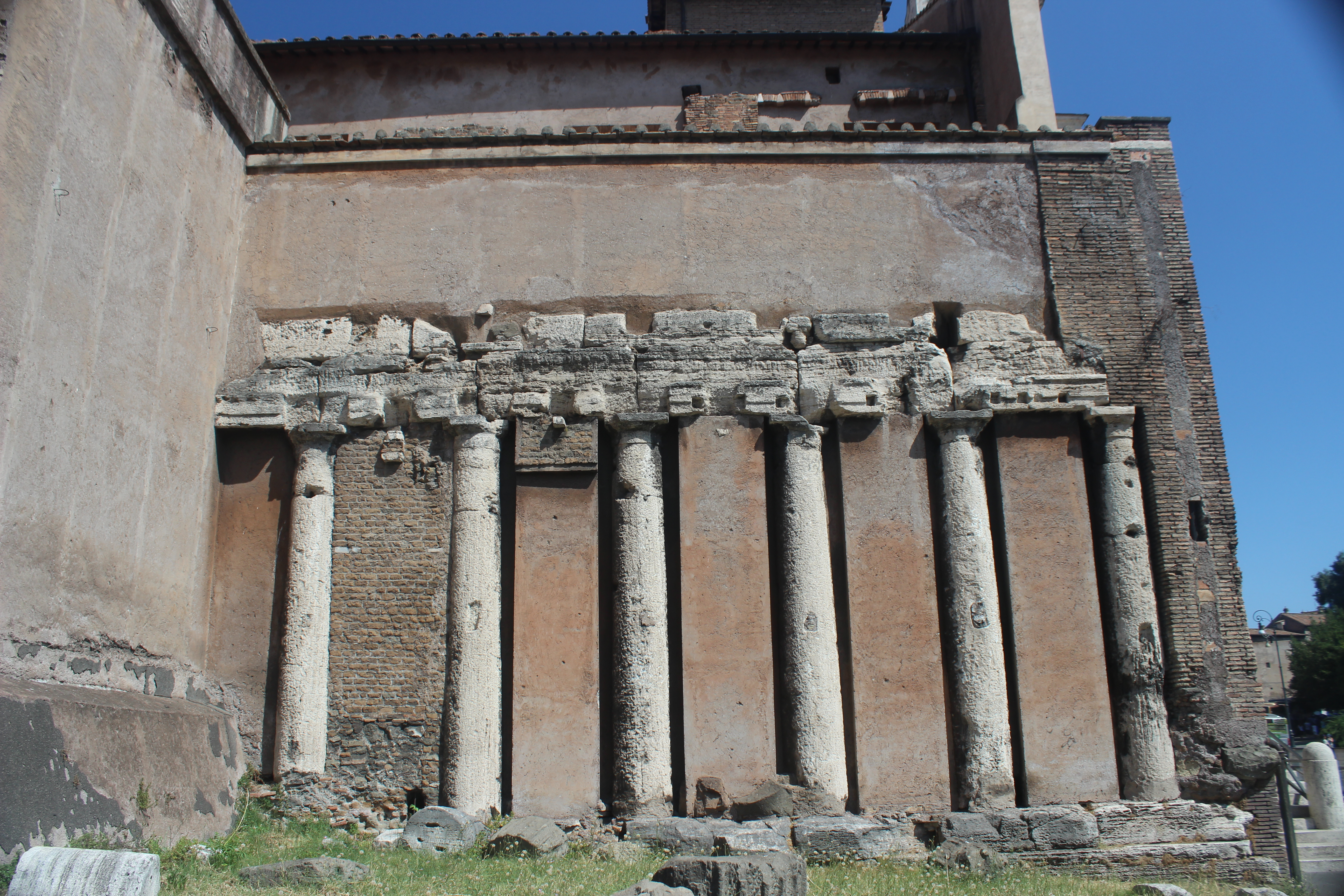
Südlicher Tempel

Die drei Tempel aus der Zeit der Republik wurden in der frühen Kaiserzeit durch Nachfolgebauten ersetzt, und zwar zunächst der mittlere Tempel in früh- bis mittelaugusteischer Zeit und dann die beiden flankierenden Tempel in den letzten Regierungsjahren des Augustus oder den ersten Jahren des Tiberius. Diese Neubauten ähnelten ihren republikanischen Vorgängern in Größe und Aufbau. Der nördliche und mittlere der kaiserzeitlichen Tempel besaßen Kammern in ihrem Unterbau, für die eine Nutzung als Läden oder Lager vermutet wird. Wenn diese Deutung zutreffend ist, sind die Kammern zugleich ein Beleg dafür, dass die vom Forum Holitarium bekannten Handelsaktivitäten nun permanente Räume anstelle von Marktständen bezogen hatten. Während der Kult in den Tempeln davon wohl nicht tangiert war, ist der Einbau von Läden ein Indiz für die städtische Verdichtung.
Im Bereich vor den drei Tempeln wurde eine Inschrift entdeckt, der zufolge Kaiser Hadrian Restaurierungen durchführen ließ.

### Nördlicher Tempel (des Ianus)
Der nördliche Tempel, vermutlich dem Ianus geweiht, steht auf einem Podium aus Opus caementicium, das mit Travertin verkleidet ist. Es handelt sich um einen Peripteraltempel ohne Kolonnade an der Rückseite (= sine postico). Die Treppe inbegriffen, ist er etwa 26 m lang und 15 m breit. Eine doppelte Reihe von je sechs ionischen Säulen steht an der Vorderseite. Die Säulenreihe der südlichen Längsseite ist besonders gut erhalten, da sieben Säulen, ganz aus Peperino, in die Kirchenwand integriert wurden. Der Architrav und sein Fries bestehen dagegen aus Travertin und wurden als Spolie an der rechten Seite der Kirche verbaut. Von der Säulenreihe der nördlichen Längsseite stehen noch zwei Säulen.
Gaius Duilius, der Sieger der Seeschlacht von Mylae im Ersten Punischen Krieg, erbaute den Ianustempel auf dem Forum Holitorium aus seinem Anteil der Kriegsbeute. Wohl nicht zufällig war die Nähe dieses Tempels zum Tiberhafen und den Docks der Kriegsflotte. Kaiser Tiberius ließ ihn 17 n. Chr. restaurieren.

### Mittlerer Tempel (der Iuno Sospita)
Der heute von der Kirche San Nicola überbaute, mittlere Tempel hat mit seiner Treppe eine Länge von etwa 34 m und eine Breite von etwa 15 m. Er ist ebenfalls ein Peripteraltempel mit ursprünglich sechs Säülen als Portikus. Im Zentrum der Treppe aus Travertin befand sich der Altar. Vom vorderen Bereich des Tempels sind noch einige Säulen durch ihre Integration in den Kirchenbau erhalten.
Gaius Cornelius Cethegus ließ zwischen 197 und 194 v. Chr. einen Tempel für Iuno Sospita auf dem Forum Holitorum errichten.

### Südlicher Tempel (der Spes)
Der südliche Tempel, vermutlich der Spes geweiht, ist deutlich kleiner als die beiden anderen: etwa 25 m lang und 11 m breit. Er war ein dorischer Peripteraltempel mit sechs Säulen als Portikus. Erhalten, da in die Kirchenmauer integriert, blieben sieben von ursprünglich elf Säulen an der nördlichen Längsseite. Sie bestehen aus rauhem Travertin und waren ursprünglich stuckiert.
Der Tempel der Spes wurde wie jener des Ianus während des Ersten Punischen Krieges erbaut, und zwar von Aulus Atilius Calatinus. Nach dem Brand des Jahres 213 v. Chr. und dann nochmals durch Germanicus 17 n. Chr. wurde dieser Tempel restauriert.

## Hafenbereich
Südlich grenzt an das Forum Holitorium der antike Hafen von Rom an. Bei den Bauarbeiten für den Palazzo dell'Anagrafe wurden 1936/37 Reste von Lagerhäusern der Zeit Trajans freigelegt. Ähnliche Gebäudereste aus Ziegel und Travertin sind in die Bebauung der gegenüberliegenden Straßenseite integriert. Ebenfalls im Hafenbereich steht weiter südlich der Tempel des Portunus.

## Das Forum Holitorium auf Antikenzeichnungen
Einige Blätter in den Uffizien dokumentieren, dass von den drei Tempeln des Forum Holitorium im 16. Jahrhundert noch größere Reste vorhanden und sichtbar waren. Die Grundrisse und Architekturstudien von Baldassare Peruzzi und Antonio da Sangallo sind freilich nicht Zeichnungen der Architektur, wie sie war, sondern interpretieren die Ruinen als Prototypen der Regeln Vitruvs.